# Antoine Cuissard
Antoine Cuissard (19. juli 1924 – 3. november 1997) var en fransk fodboldspiller og -træner, der spillede som midtbanespiller. Han var på klubplan tilknyttet AS Saint-Étienne,FC Lorient, AS Cannes, OGC Nice og Rennes FC, og spillede desuden 27 kampe for det franske landshold. Han var med på det franske hold ved VM i 1954 i Schweiz.